# Zabenstedt
Zabenstedt là một đô thị ở huyện Mansfeld-Südharz, Saxony-Anhalt, nước Đức. Đô thị Zabenstedt có diện tích 4,89 km².